# Secamone clavistyla
Secamone clavistyla är en oleanderväxtart som beskrevs av T.Harris och Goyder. Secamone clavistyla ingår i släktet Secamone och familjen oleanderväxter. Inga underarter finns listade i Catalogue of Life.